# Дворянське зібрання

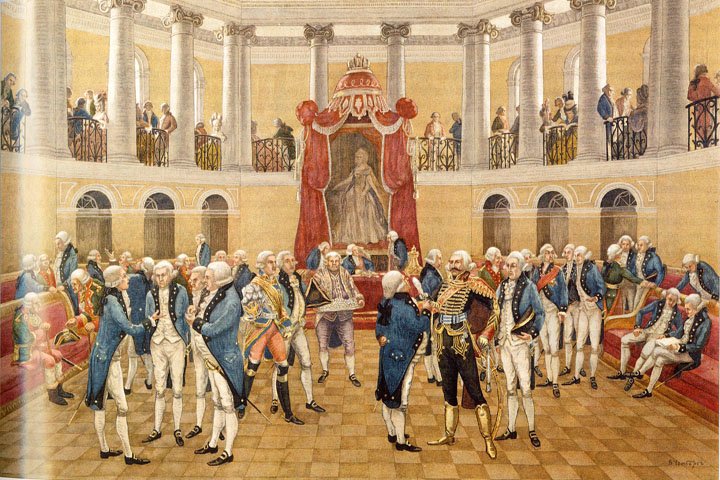
Дворянське зібрання доби Катерини II

Бал петербурзького дворянського зібрання, 1913

Дворянське зібрання, дворянське депутатське зібрання, дворянські збори, дворянські депутатські збори (рос. Дворянское собрание, дворянское депутатское собрание) — орган дворянського самоврядування в Російській імперії, виборний орган, що існував у період між 1766–1917 роками. Дворянські зібрання діяли в намісництвах, губерніях і повітах відповідно адміністративного поділу державного управління. Відповідно інститут дворянського зібрання існував й в Україні з поширенням російського губернського поділу, наданням прав дворянства козацькій старшині, українській та польсько-литовській шляхті.

## Російська імперія
На «перехідний період» після окупації Росією Великого князівства Литовського, Речі Посполитої існували намісництва з минулого правового поля, минулого адміністративного устрою. Дворянське депутатське зібрання розглядало справи претендентів на російське дворянство, що складалися з «найвідоміших осіб і найповажніших родів у дворянській гідності» колишньої шляхти. По мірі просування російської окупаційної влади й закріплення її влади — виникала ця структура. Спочатку дворянство кожного повіту на дворянських зборах обирало 3—4 депутати до центру намісництва. У Лівобережній Україні дворянське депутатське зібрання скликалися від 1784 р., їхня діяльність набула особливого суспільного значення. Оскільки в Гетьманщині було багато претендентів на російське дворянство із середовища найнижчих та середніх прошарків козацької старшини, колишньої шляхти, а також рядового козацтва, міщан, духовенства, посполитих та навіть із насильно записаних російським режимом 1782 р. у кріпацтво селян.
Депутати дворянських зборів на засіданнях під головуванням губернського маршалка (див. «Маршалок шляхти», рос. Предводитель дворянства) розглядали питання обґрунтованості підстав претендентів нобілітуватися у російське дворянство. Хоча цим домаганням претендентів сприяли російські юридичні норми визначені Жалуваною грамотою дворянству 1785 р., але на перешкоді збільшенню чисельності осіб у російському дворянстві зі шляхти наприкінці 1791 р. рішуче став Сенат (див. «Разбор шляхти»). Надіслані з України відомості про дворян було навмисно повернуто до намісницьких правлінь. Дворянські депутатські збори разом із їх губернськими маршалками були зобов'язані наново розглянути справи під свідомим тиском малоросійського генерал-губернатора Михайла Кречетникова. Тому до 1795 р. «безсумнівно» у російському дворянстві з числа шляхти було визнано 12597 осіб — трохи більше половини від внесених до дворянських родовідних книг до 1791 р.. Відповідно до указу Сенату від 19 березня 1797 р. дворянські депутатські збори остаточно втратили самостійність; вони лише розглядали доказування на право дворянства та представляли їх у Герольдію Петербургу, де вирішували питання про належність особи до російського дворянського стану.
Хоча такі збори й товариства почали створюватися у повітах й губерніях із 1766 року, але лише відомі документи «Установа для управління губерніями» і «Жалувана грамота дворянству» 1785 р. законодавчо визначали порядок функціонування цих дворянських зборів. Тому зазначені зібрання були органом станової корпорації.
У компетенцію їх входило обирання засідателів верхнього земського суду й совісного суду, повітового судді та окружного судді, земського справника, засідателів повітового й нижнього земського судів, депутатів для складання дворянських родовідних книг. За законністю постанов дворянства стежив повітовий стряпчий та губернський стряпчий.
Право голосу на дворянському зібранні мали старші за віком, заможніші матеріально та ті, котрі мали високий ранг на російській державній службі (див. «Табель про ранги»).
Хоча учасниками зазначених зборів були всі представники дворянського суспільства від кожної адміністративної території, а їх керівником виступав обраний ними головуючий дворянського зібрання (предводитель повіту чи предводитель губернії від рос. предводитель), але тільки губернські дворянські зібрання мали право робити подання губернатору, заяви міністрові внутрішніх справ, а в особливо важливих випадках — безпосередньо цареві (подання клопотань й скарг Сенатові та імператорові).
Дворянські зібрання займалися вирішенням місцевих питань, до того ж їм заборонялося обговорення питань усього державного устрою. Після реформи 1861 року, а також по виникненню земських органів самоврядування їх цілі звузилися до вирішення питань та проблем, що стосуються суто їх суспільного стану дворянства. Дворянські збори збиралися у повітах і губерніях один раз на три роки для виборів посадових осіб, заслуховування пропозицій від влади. Могли також скликати й надзвичайні збори, але на це потрібен був дозвіл губернатора. За три місяці до губернських зборів скликалися повітові збори.
Члени дворянських зборів не підлягали арештові, хоча осуджений судом за аморальну поведінку дворянин міг бути виключений з дворянських зборів за відповідною постановою, судом честі (див. «Особиста недоторканність», «Недоторканність особи»). Для дворянських сиріт і вдів при кожному повітовому суді існувала дворянська опіка на чолі з головуючим дворянського зібрання і їх членами: суддею та засідателями.

## СРСР
Дворянське зібрання були ліквідовані Декретом Всеросійського ЦВК та РНК «Про знищення станів і цивільних чинів» 23(10) листопада 1917 року.

## УкраїнаіРосійська Федерація
У 1990-1991 роках  представники російських дворянських родів заснували громадську неурядову організацію під назвою «Російське дворянське зібрання». Зокрема, перший склад цієї організації провів установчі збори у травні 1990 року, а вже 17 травня 1991 року отримала реєстрацію в Міністерстві юстиції РФ. 
Перший Всеросійський дворянський зїзд відбувся 22 листопада 1992 року.
.
Цю структуру було зареєстровано, як всеросійську громадську організацію, з новим статусом - як політичну структуру монархістів, лише 1999 року під офіційною назвою "Союз потомков российского дворянства - Российское дворянское собрание". Головою в 1999-2002 роках був зареєстрований у державних органах князь Голіцин Андрій Кирилович, увільнення якого відбулося у 2002 році на підстави подання, з яким виступили голова Російського імператорського дому - велика княгиня Марія Володимирівна Романова, та секретар імператорського дому - письменник Закатов Олександр Миколайович.
Станом на 1999 рік, при офісі організації відкрилась домова церква ікони Богоматері "Державна", а дійсними членами числилися 14450 дійсних членів, та 940 асоційованих. .
Паралельно діяли "Висший монархический совет" (голова - князь З. М. Чавчавадзе) та "Межрегиональное монархическое движение" (голова - К. К. Немирович-Данченко), яких підтримував князь Андрій Голіцин.
Проти Голіцина була спрямована критично-викривальна стаття в газеті "Вечерняя Москва" (стаття «Где деньги, князь!» від 15.05.2002, матеріал подала до друку Валентина Благово, підготовку тексту здійснила Ольга Нікольська). Новим головою ГО "Союз потомков российского дворянства - Российское Дворянское Собрание" на 10-ому Всеросійському дворянському з'їзді був обраний князь Андрій Сергійович Оболенський. .
Громадянин України та мешканець Києва, князь Володимир Володимирович Масальський очолював у 1995-2003 роках відроджене Київське дворянське зібрання, заступником Масальського був інженер Маслов Всеволод Олексійович. Він же зареєстрував 20 січня 1999 року в Києві ГО "Орден лицарів тамплієрів", де став віце-президентом, а президентом став Яблонський Олександр Володимирович. За ініціативою Масальського, з 1999 року в Києві видавався російськомовний журнал "Кіевское дворянское собраніе". Головним редактором став Кун Андрій Юрійович, а відповідальним секретарем був сам Масальський.
У 2003 році Масальського на посаді голови Київського дворянського зібрання замінив Попов Олександр Валентинович, заступник керуючого справами Національної академії наук України.
Станом на 2003 рік, існували філіали цієї організації на території України, якими керували наступні особи (цитується за журналом "Дворянский вестник", м. Москва):
1. Валентин Миколайович Біневський – голова Харківських Дворянських Зборів.
2. Валерій Борисович Жарких-Шмигельський – голова Херсонських Дворянських Зборів (він же - голова заснованої у 1994 році ГО "Спілка нащадків російського дворянства - дворянського зібрання Херсонської губернії").
3. Борис Ігорович Соколов – голова Севастопольських Дворянських Зборів.
4. Олександр Миколайович Азарьєв – голова Південно-Українських (Одеських) Дворянських Зборів, фотожурналіст і режисер.
5. Ольга Дмитрівна Абакумова – голова Кримських Дворянських Зборів.
6. Олександр Андрійович Каноніков – в.о. голови Миколаївських Дворянських Зборів. [7].

Далі, станом на 2009 рік, до вже існуючих, додалися також "Катеринославське дворянське зібрання", та "Полтавське дворянське зібрання", включені в структуру ГО "Российское Дворянское Собрание". .
З цих філіалів, офіціну державну реєстрацію на правах громадських організацій отримали наступні осередки: в Києві (ГО "Київське дворянське зібрання", зареєстроване у 1992 р. при Києво-Печерській лаврі, першим керівником був князь Володимир Масальський, але у 20о3 році його замінив  граф Олександр Попов - співзасновник у 2014 році ГО "Всеукраїнська спілка аристократів - двір герцогів Чарторийських"), а також у Миколаєві (ГО "Спілка потомків російського дворянства - з 1992 року, керівник - Ігор Мороз), в Херсоні (ГО "Спілка нащадків російського дворянства - дворянського зібрання Херсонської губернії" - з 1994 року), в Сімферополі (ГО "Дворянское собрание" - з 1997 року, керівник - Абакумова Ольга Дмитрівна, 1949 року народження), в Ялті (ГО "Російські дворянські збори півдня Криму" - з 1997 року, керівником став Дмитро Логіновський, та ГО "Таврійські дворянські збори", головою і засновником у 2005 році став Бородко Ілля Олександрович), в Запоріжжі («Запорізьке міське російське Дворянське Зібрання ім. Государя Імператора Миколи II» - з 2001 року, керівник - Павлов Олександр Володимирович, Запорізька обласна громадська організація «Олександрівські дворянські збори», з 2002 року, керівники - Горіна Олена Петрівна до 2014 року, Лев Фон-Отто з 2014 року, а також ГО "Запорізькі дворянські збори" - з 2011 року),  в Сумах (ГО Сумська обласна організація «Сумський союз нащадків російського дворянства» (повітове дворянське зібрання) - з 2004 року, керівник - Едуард Мисік), в Донецьку (ГО "Східноукраїнське Дворянське Зібрання (Об'єднане)" в м. Макіївка Донецької області, з 2007 року, керівник - Румянцев Євген Єлисейович), та у Харкові (Громадська Організація "Харківські Губернські Депутатські Дворянські Збори" (Харківська Спілка Нащадків Російського Дворянства) - з 2009 року).
Останніми в Україні сформувалися наступні регіональні дворянські зібрання: Катеринославське (Дніпропетровське) - керівник Мікулін Олексій Георгійович, Миколаївське - керівник Юрій Барзов, Полтавське - керівник Тетяна Василівна Краснікова, Харківське - керівник Юрій Іванович Палкін.
Подальший розвиток органів управління ГО "Союз потомков российского дворянства - Российское Дворянское Собрание" відбувався під керівництвом наступних її лідерів: князів Оболенського Андрія Сергійовича (у 2002-2008 роках), Гагаріна Григорія Григоровича (у 2008-2014 роках), Щербачова Олега Вячеславовича (у 2014-2021 роках), та Лермонтова Михайла Юрійовича (з 2021 року).
30 вересня 2002 року проживаюча у Москві голова Російського імператорського дому - велика княгиня Марія Володимирівна Романова підписала указ, за яким головою новоствореної Герольдії при ГО "Российское Дворянское Собрание" був призначений історик Думін Станіслав Володимирович, голова московського так званого "Историко-родословного общества", його заступниками стали Щербачов Олег Вячеславович (віце-провідник) і Алявдін Григорій Ігорович, секретар Герольдії .
У 2008 році за рішеннями нового голови організації, князя Григорія Гагаріна, утворено нові структури: Експертну раду з питань генеалогії, геральдики та міжнародних дворянських зв'язків (головою став Станіслав Думін, президент Російської генеалогічної федерації), Департамент міжнародних зв'язків та зв'язків із зарубіжними співвітчизниками, головою якого став ієромонах Никон (Левачев-Белавенець). Також 14 червня 2011 року за указом князя Гагаріна утворено Департамент меморіальних програм, який очолив Алявдін Віссаріон Ігорович.
Поступова демократизація ГО "Российское Дворянское Собрание" передбачала і утворення так званих "дворянських парламентів" при її регіональних структурах. Так, 26 квітня 2009 року було обрано так званий "Депутатский корпус Московского регионального отделения Российского Дворянского Собрания - Московского Дворянского Собрания (МДС) VII трехлетия", у складі 117 осіб.  .
В умовах трагічних подій весною 2014 року в Україні, керівництво ГО "Российское Дворянское Собрание", серед іншого, у травні 2014 року виступило з відкритою підтримкою анексії Криму, взявши участь у пропагандистській конференції "Російський Крим: історико-цивілізаційні корені".  .
Однак і такий сервілізм не врятував організацію від розколу, спровокованого владою Росії, з метою виокремлення більш лояльної до уряду, більш "пропутінської" дворянської структури. 
Першим це відчуло Кримське дворянське зібрання, засноване у 1996 році Ольгою Абакумовою та Андрієм Брунсом, котре мало державну реєстрацію в органах влади України. Попереднього голову - більш помірковану Ольгу Абакумову в 2014 році було відсторонено від влади. Далі, в 2015 році проросійську групу членів Кримського дворянського зібрання, котра зареєструвалася під назвою "Союз  потомков российского дворянства  “Российское Дворянское Собрание” - Крымское Дворянское Собрание” очолив пропутінський та українофобський діяч, 45-літній Ушаков Андрій Костянтинович, який переїхав до Криму вже після російської окупації з Московської області. За словами останнього:
"Когда в 2014 году восстановилась историческая справедливость, ко мне обратилось руководство РДС с просьбой восстановить Дворянское собрание Крыма. В прошлом году меня выбрали предводителем КДС. При Украине КДС формально существовало, но в условиях, как выразился один из членов нашего собрания, "украинской оккупации", было невозможно работать. Российский императорский дом и РДС – неполитические организации, но рассматривают Украину как часть Российской империи. Что очень не нравится украинскому правительству". .
На знак незгоди з обранням Ушакова, Абакумовою створена і зареєстрована в 2017 році нова організація: Таврическое Дворянское Собрание".
Далі розкол став відчуватися у Москві.
Зокрема, близький до Путіна проурядовий діяч, культуролог Лермонтов Михайло Юрійович (1953 року народження) влаштував заколот проти діючого голови організації Олега Щербачова, провівши у своїй резиденції в дворянській садибі Середниково Солнечногорського району Московської області 29 жовтня 2021 року засідання "Ради об'єднаного дворянства", а 11 грудня 2021 року - надзвичайний з'їзд Російського дворянського зібрання, на якому Щербачова було увільнено з посади голови, а Лермонтова обрано новим головою. Сам Щербачов назвав діяльність Лермонтова рейдерством, порушенням статуту, і заявив у газеті "Кіфа" наступне: "Человек, который является даже не криптосталинистом, а практически откровенным сталинистом и полуоккультистом, – пытающийся сейчас захватить в нём власть Михаил Юрьевич Лермонтов. Для меня это просто какое-то проявление шизофрении – когда Дворянское собрание претендует возглавлять такой человек". .
Також Щербачов заявив, що продовжує вважати себе законним головою організації. .
Один з активістів Російського дворянського зібрання - Нікольський Євген Володимирович емігрував у 2017 році в Україну.